# Cinara radicivora
Cinara radicivora är en insektsart som beskrevs av Voegtlin 1983. Cinara radicivora ingår i släktet Cinara och familjen långrörsbladlöss. Inga underarter finns listade i Catalogue of Life.